# Ligue Dalai-khan des Dörbet
 (février 2015).
Si vous disposez d'ouvrages ou d'articles de référence ou si vous connaissez des sites web de qualité traitant du thème abordé ici, merci de compléter l'article en donnant les références utiles à sa vérifiabilité et en les liant à la section « Notes et références ».
La Ligue Dalai-khan des Dörbets (cyrillique : Дөрвөд Далай хан аймаг, MNS : Dörvöd Dalai khan aimag ; chinois simplifié : 杜尔伯特部 ; chinois traditionnel : 杜爾伯特部 ; pinyin : dùěrbó tèbù) est, sous le régime des ligues et bannières de la Dynastie Qing, une ligue constituée pour les Dörbets (mongol : ᠳᠥᠷᠪᠡᠳ, cyrillique : Дөрвөд, translittération ISO 9 : Dörvöd ; (Dörbed ou Dörbod) ; Oïrate cyrillique : Дөрвд (Dörvd) ), sont des mongols Tchoros Oïrats, parlant le Dörbet. Ils furent sous le Khanat dzoungar, au XVIIe siècle, gouvernés par les Tchoros, qui contrôlaient les quatre oïrats. Le terme Dörvöd est, en mongol, une déclinaison du nom commun döröv, (quatre, ᠳᠥᠷᠪᠡ / дөрөв).

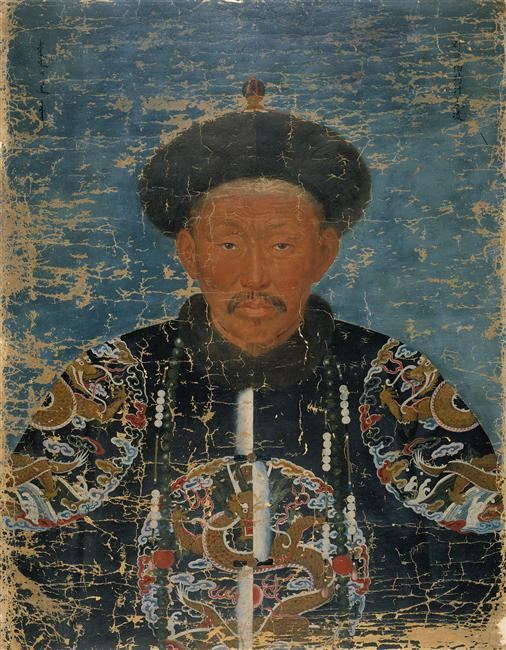
Tseren, le premier zasag Dörbet, au XVIII

Comme toutes les ligues de ce régime, elle est dirigée par un zasag.

## Généalogie des zasag dörbets
| Génération | Nom (chinois)                                 | Nom mongol (Oïrat si possible) | Nom utilisé en occident  | Règne       | Notes                                           |
| ---------- | --------------------------------------------- | ------------------------------ | ------------------------ | ----------- | ----------------------------------------------- |
| 1re        | 车凌 / 車凌, chēlíng                          | ᠼᠧᠷᠢᠩ цэрэн                    | Tseren (zh)              | 1756 — 1758 | se rend en 1753                                 |
| 2e         | 索诺木衮布 / 索諾木袞布, suǒnuòmù gǔnbù       | Сономгомбо                     | Sonomgombo               | 1758 — 1769 | Fils de Tseren                                  |
| 3e         | 玛克苏尔札布 / 瑪克蘇爾札布子, mǎkèsūěrzhábù  | Магсаржав                      | Magsarjav                | 1769 — 1812 | Fils de Suonuomugunbu                           |
| 4e         | 旺拉布, wàng lābù                             | Цэвээнравдан                   | Tseveenravdan            | 1812 — 1820 | Fils de Makesuer shabu                          |
| 5e         | 拉木札布, lāmù zhábù                          | Ламжав                         | Lamjav                   | 1820 — 1821 | Fils de Wang labu                               |
| 6e         | 齊旺巴勒楚克, qíwàng bālèchǔkè                | Цэвээнванчиг                   | Tseveenvanchig           | 1821 — 1843 | Frère cadet de Wang labu                        |
| 7e         | 密什克多尔济 / 密什克多爾濟, mìshénkè duōěrjì | Мишигдорж                      | Mishigdorj, Mishik Dorje | 1843 — 1848 | Second fils de Qiwang Balechuke                 |
| 8e         | 散都克多爾濟, sàndōukè duōěrjì                | Сандагдорж                     | Candagdorj, Sanduk Dorje | 1848 — 1854 | fils aîné de 滿達拉                             |
| 9e         | 勒札勒喇布坦希哩珠特, lèzhálèlǎbùtǎnxīlīzhūtè | Лхажалравдан-сэржид            | Lkhajakravdand           | 1854 — 1863 | Fils ainé de Sanduk Dorje                       |
| 10e        | 那克旺札勒禪, nàkèwàng zhálèchán              | Агваанжалцан                   | Agvaanjaltsan            | 1864 — 1868 | 3e fils de 滿達拉                               |
| 12e        |                                               | Гомбожав                       | Gombojav                 | 1868 — 1870 |                                                 |
| 12e        | 噶勒章那木濟勒, gálèzhāng nàmùjìlè            | Галсаннамжил                   | Galsannamjil             | 1870 — 1912 | Fils de 巴咱爾扎那 héritier de Mishen Keduoerji |
| 13e        |                                               | Түмэндэлгэржав                 | Tumendelgerjav (mn)      | 1912 — 1923 |                                                 |